# Droga krajowa B533 (Niemcy)
Droga krajowa 533 (niem. Bundesstraße 533) – niemiecka droga krajowa przebiegająca na osi wschód-zachód, w całości po terenie Bawarii i łączy  miejscowości Hengersberg i Freyung.
Droga łączy autortradę A3 koło Hengersbergu z drogą krajową B12 we Freyung
Droga powstała w latach 80. XX w. Jako obwodnica Schönbergu pokrywa się z B85.